# Agía Foteiní
Agía Foteiní är en ort i Grekland.   Den ligger i prefekturen Nomós Péllis och regionen Mellersta Makedonien, i den norra delen av landet, 300 km norr om huvudstaden Aten. Agía Foteiní ligger 674 meter över havet och antalet invånare är 302.
Terrängen runt Agía Foteiní är huvudsakligen kuperad, men söderut är den bergig. Runt Agía Foteiní är det ganska tätbefolkat, med 72 invånare per kvadratkilometer. Närmaste större samhälle är Náousa, 11,0 km sydost om Agía Foteiní. I omgivningarna runt Agía Foteiní växer i huvudsak blandskog.